# Clase South Carolina
Los acorazados clase South Carolina, también conocidos como clase Michigan, fueron construidos durante la primera década del siglo XX por la Armada de los Estados Unidos. Nombrados South Carolina y Michigan, fueron los primeros acorazados monocalibre, poderosos buques de guerra cuyas capacidades sobrepasaban a la de los antiguos acorazados del resto del mundo.
En los primeros años del siglo XX, la teoría predominante de los combates navales era que las batallas continuarían librándose relativamente a corta distancia, utilizando cañones pequeños de disparo rápido. Como tal, cada uno de los acorazados estadounidenses de la clase anterior Connecticut, contaban con armamento de tamaño mediano, junto con cuatro cañones grandes. Este modelo, sin embargo, pronto sería revolucionado, ya que los teóricos navales estadounidenses propusieron que un barco montado con una batería homogénea de grandes cañones, sería más eficaz en la batalla.
A medida que estas ideas comenzaban a ganar mayor aceptación, el Congreso de los Estados Unidos autorizó a la Armada la construcción de dos acorazados pequeños de 16 000 toneladas largas. Este desplazamiento era aproximadamente el mismo tamaño que el de la clase Connecticut y, era al menos 2000 toneladas más pequeño que el del estándar extranjero. Se encontró una solución en un ambicioso diseño elaborado por el contraalmirante Washington L. Capps, jefe de la Oficina de Construcción y Reparaciones de la Armada (C&R); intercambiaba armamento pesado y un blindaje relativamente grueso (ambos factores favorecidos por los teóricos navales), por velocidad. 
Con armamento principal de súperfuego, la prensa anunció a los South Carolina y Michigan, junto al HMS Dreadnought británico, como heraldos de una nueva época en el diseño de buques de guerra. Sin embargo, ambos fueron superados por súper acorazados cada vez más grandes y poderosos. La baja velocidad máxima de aproximadamente 18.5 nudos (34.3 km/h), comparada con los 21 nudos (39 km/h) de los posteriores acorazados estándar estadounidenses, los relegó a servir con acorazados más viejos y obsoletos durante la Primera Guerra Mundial. Después del fin de la guerra y la firma del tratado naval de Washington, los clase South Carolina fueron desguazados.

## Antecedentes
En 1901, los diseños de los acorazados de la Armada de los Estados Unidos reflejaban la teoría predominante del combate naval: las batallas se librarían inicialmente a distancias largas, pero las embarcaciones cerrarían la distancia para los ataques finales. En esta etapa, los cañones de corto alcance y de disparo más rápido, resultarían más útiles. Siguiendo esta filosofía, la principal clase de acorazados que estaba en construcción, la clase Connecticut, estaba equipada con cuatro cañones largos de 305 mm, ocho de 203 mm, y doce de 178 mm, una potencia de ataque ligeramente más pesada que la de los acorazados típicos extranjeros de la época.
La publicación Proceedings, del Instituto de la Armada, le dedicó un espacio en dos de sus tomos en 1902, a las posibles mejoras en el diseño de los acorazados. El primer artículo fue escrito por el teniente Matt H. Signor, quien abogó por una embarcación con cañones calibre 330 mm y 254 mm/40, en cuatro torretas triples. La batería secundaria estaría compuesta por cañones calibre 127 mm/60. Este artículo provocó tantas ideas, que la editorial publicó comentarios del capitán William M. Folger, el profesor P. R. Alger y el constructor naval David W. Taylor, este último un oficial prometedor y futuro jefe de la Oficina de Construcción y Reparaciones (C&R). Estos comentarios expresaban dudas sobre que la embarcación propuesta pudiera modificarse en un diseño factible, pero elogiaron los conceptos como un paso innovador. Alger creía que Signor estaba bien encaminado al sugerir armamento más grande, pero pensó que las torretas triples serían inviables, y ocho cañones de 305 mm en cuatro torretas dobles serían una disposición más realista.

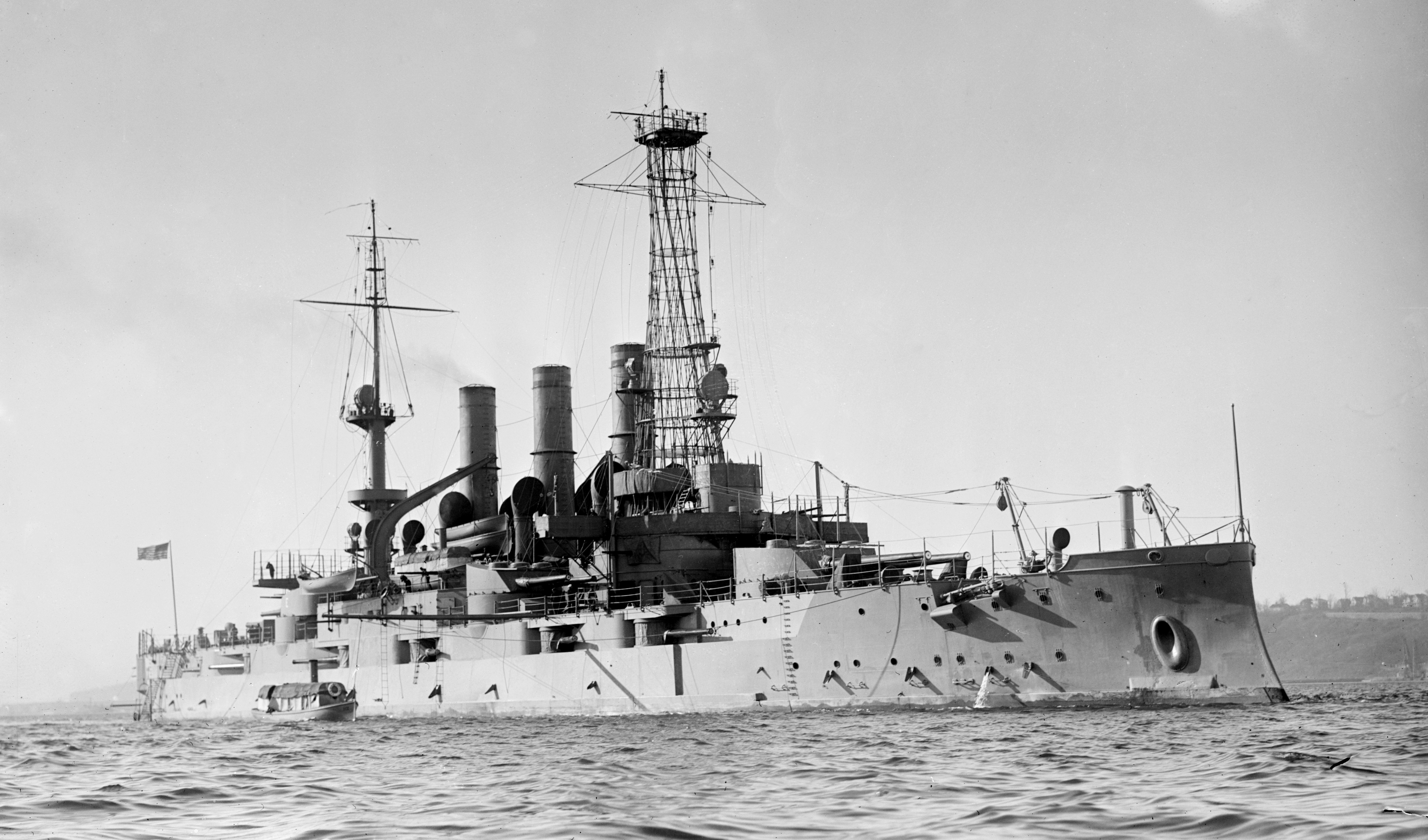
El diseño del South Carolina inició con los acorazados previos pre-dreadnought estadounidenses, como la clase Connecticut. En la imagen, el New Hampshire.

La sugerencia que dio pie directamente a la clase South Carolina, vino de Homer Poundstone, teniente comandante de la Armada, que se convirtió en el principal defensor del diseño de grandes cañones. En un artículo en diciembre de 1902, escrito para el presidente Theodore Roosevelt, defendió un considerable aumento de tamaño paran los acorazados de esa época, aunque también apoyó la conservación de baterías principales mixtas. Sin embargo, para las ediciones de marzo y junio de 1903 de Proceedings, Poundstone comenzó a abogar por una disposición de cañones más grandes, con doce cañones de 279 mm montados en embarcaciones de 19 330 toneladas largas. En octubre del mismo año, el arquitecto naval italiano, Vittorio Cuniberti, presentó una idea similar en un artículo para la publicación Jane's Fighting Ships titulado «El Acorazado Ideal para la Armada Británica». Abogó a favor de embarcaciones con cañones de 305 mm, con un desplazamiento ligeramente mayor que el de los acorazados en servicio de ese entonces, 17 000 toneladas largas. Él creía que un peso mayor permitiría 305 mm de blindaje y una maquinaria capaz de propulsar la embarcación a 24 nudos (44 km/h). Poundstone defendía la elevada popularidad de esta idea entre los europeos, para justificar el diseño de gran armamento para Estados Unidos.
En 1903, los diseños de Poundstone empezaron a recibir atención de las autoridades navales estadounidenses. Después de ser refinado por el capitán Washington Irving Chambers, el trabajo de Poundstone fue llevado al Colegio de Guerra de la Armada, donde fue probado en simulaciones durante la asamblea de Newport, en 1903. Los resultados arrojaron que un hipotético acorazado que prescindía de armamento intermedio de 203 mm y 178 mm, equipado con solo doce cañones de 280 mm y 305 mm, todos capaces de disparar hacia un solo costado, valía lo mismo que tres de los acorazados en servicio de ese momento. Según el personal que llevó a cabo las pruebas, el principal argumento de la investigación fue que la medida del alcance efectivo del cañón estaba directamente relacionada con la longitud máxima del alcance del torpedo del enemigo. En este momento, este último era de aproximadamente 2700 m; a esa distancia, los cañones de 203 y 178 mm, comunes en las baterías intermedias estadounidenses, no podían penetrar el blindaje de acorazados enemigos. Peor aún, era seguro que, mientras Estados Unidos estaba desarrollando un torpedo de 3700 m, el alcance de los cañones tendría que aumentar en un futuro próximo, lo que haría que los cañones intermedios fueran aún menos útiles. Sin embargo, una batería principal homogénea de cañones de 178 y 203 mm, sería capaz de penetrar el blindaje y tener suficiente poder explosivo para inutilizar un buque capital enemigo y, añadiendo tantos cañones de 76 mm como fuera posible, proporcionaría una fuerte defensa contra destructores torpederos sin blindaje. Resultó que los eventos de la guerra ruso-japonesa, pronto demostraron que las batallas navales podían librarse a distancias significativamente mayores de lo que se creía posible.

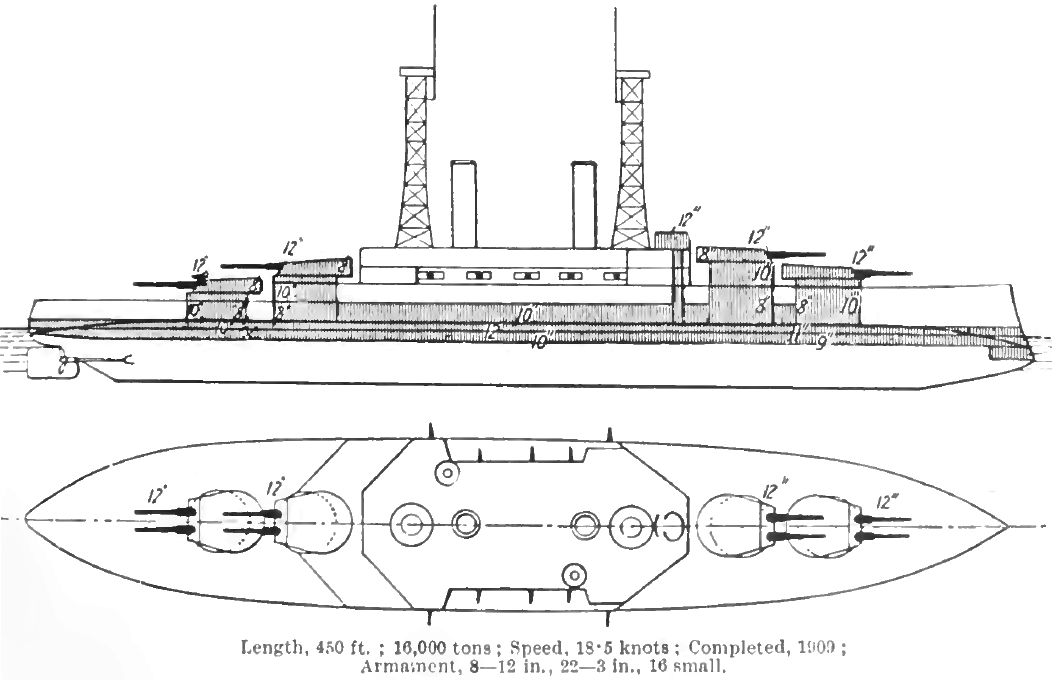
Plano de un acorazado clase South Carolina

Ante esta evidencia, en octubre de 1903, la Junta General envió una solicitud formal a la C&R, solicitando la elaboración de los planos para un acorazado que incluyera estas características. No se logró ningún progreso hasta el 26 de enero de 1904, cuando la Junta General ordenó a la C&R un diseño que incluía cuatro cañones de 305 mm, ocho cañones de 254 mm o más grandes y, sin armamento intermedio más allá de los cañones antidestructores de 76 mm. El cambio a armamento solo de 254 mm fue el resultado de la incertidumbre entre las autoridades de la Armada de que los cañones más pesados podrían montarse físicamente en un costado de la embarcación. No se tomó ninguna medida sobre esta solicitud hasta septiembre, cuando la C&R comenzó a planear una embarcación con cuatro cañones de 305 mm en torretas dobles, junto con ocho cañones dobles de 254 mm o cuatro cañones simples de 305 mm.
Mientras tanto, el Colegio de Guerra de la Armada probó los diseños de los tres acorazados entre sí en la asamblea de Newport, en 1904: las embarcaciones que fueron construidas siguiendo la asamblea de 1903; el nuevo diseño de la C&R de septiembre y, los últimos acorazados en construcción, los clase Connecticut. Los cañones de 179 mm y 203 mm, e incluso los de 254 mm, demostraron de nuevo ser poco efectivos; a pesar de impactar a un acorazado en un ángulo ideal de 90° con respecto a su cinturón, fallaron en perforar más de 300 mm del blindaje Krupp, no lo suficiente para contraatacar a buques capitales enemigos. También se realizaron cálculos de velocidad, que demostraron que incluso 3 nudos (5.6 km/h) de ventaja sobre una flota enemiga, sería intrascendente en el resultado de casi todas las batallas navales, porque las embarcaciones más lentas podían permanecer dentro del alcance desplegándose en un radio más estrecho.
Sin embargo, entre oficinas navales, había aún mucha resistencia. De mediados, hasta finales de 1904, Poundstone continuó presionando a la Junta General, mientras que la C&R protestaba que el final determinante de una batalla naval serían los cañones ligeros y, en cualquier caso, una batería uniforme tan grande no era factible. Poundstone respondió con un diseño de su propia creación, al que bautizó como USS Possible y acomodó doce cañones de 280 mm en una embarcación que desplazaba 19 330 toneladas largas. Con ayuda del teniente comandante William Sims, quien pudo citar la artillería larga cada vez más precisa de la Armada, y un interés del presidente Roosevelt sobre el proyecto, el estancamiento burocrático terminó.

## Diseño

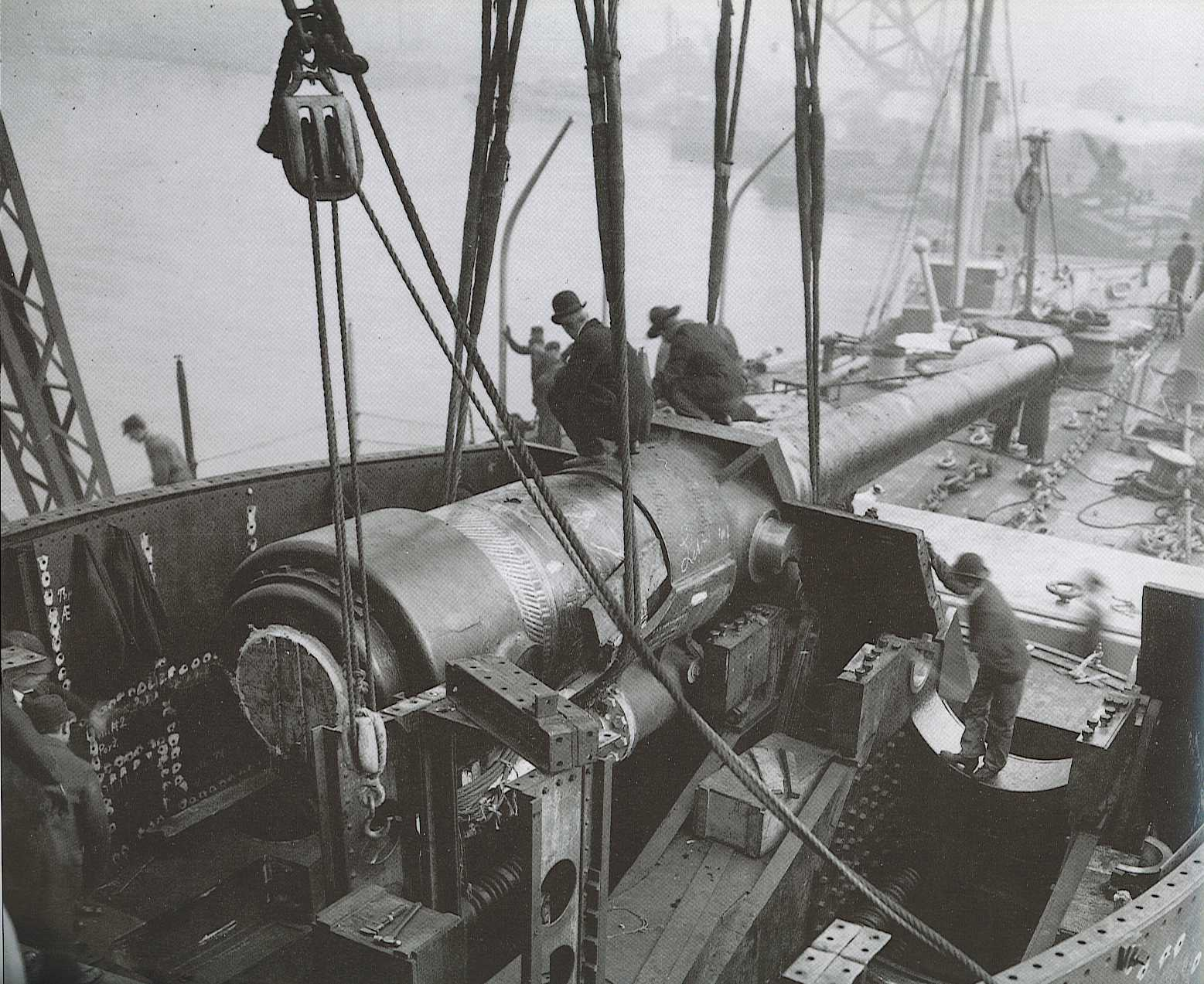
Cañón calibre 305 mm/45 serie 5 del Connecticut. Los mismos cañones fueron utilizados en los South Carolina.

Con un desplazamiento de 16 000 toneladas largas, los acorazados clase South Carolina eran del mismo tamaño que sus antecesores clase Connecticut. En servicio, en realidad podían ser más ligeros: el Lousiana tenía un desplazamiento estándar de 15 272 toneladas largas, mientras que el Michigan tenía tan solo 14 891 toneladas largas, con las mismas dimensiones. El tamaño del casco de la embarcación también era comparable al de los Connecticut, con una eslora total de 138 m, 140 m de perpendicular de proa y popa, y lo mismo de eslora de línea de flotación. La manga de la clase era de 24.45 m, el calado de 7.47 m, y una altura metacéntrica de 2.1 m usualmente, llegando ligeramente más abajo de 1.9 m a carga máxima. Fueron diseñados para transportar a 869 tripulantes.
La clase South Carolina tenía un sistema de propulsión consistente en dos motores de vapor verticales de expansión triple, que accionaban dos hélices de 3 palas. Estos, a su vez, eran alimentados por doce calderas de tubos de agua Babcock & Wilcox de supercalentamiento a carbón, ubicados en tres compartimientos herméticos. Juntos, pesaban 1555 toneladas largas, justo por encima del límite de contracción especificado. Se instalaron motores tradicionales de triple expansión en lugar de las turbinas de vapor usadas por los acorazados británicos. La capacidad real de carbón de las embarcaciones era de 2374 toneladas largas a carga máxima, ligeramente más que el máximo diseñado de 2200 toneladas largas, lo que le permitía una autonomía de 6950 millas náuticas (12 870 km), a 10 nudos (19 km/h). Mientras que ambos navíos sobrepasaron los 20 nudos (37 km/h) en condiciones de prueba ideales, la Armada esperaba que la velocidad máxima fuera de 18.5 nudos (34.3 km/h) aproximadamente.
La batería principal consistía en ocho cañones calibre 305 mm/45 serie 5 en cuatro torretas, un par en proa y otro en popa, con 100 rondas para cada cañón. Los cañones fueron colocados en una innovadora disposición de súperfuego, donde una torreta era montada ligeramente detrás y por encima de la primera torreta. El armamento secundario anti torpederos, de veintidós cañones de 76 mm, estaba montado en casamatas, y los dos tubos lanzatorpedos de 533 mm estaban colocados por debajo de la línea de flotación, uno en cada lado del navío.
El blindaje en los clase South Carolina fue descrito por el autor naval Siegfried Breyer, como «notablemente progresista», a pesar de las deficiencias en la protección horizontal y subacuática. El cinturón era más grueso en las santabárbaras, de 305 a 254 mm, que sobre la propulsión, de 279 a 229 mm y, frente a las santabárbaras delanteras, de 254 a 203 mm. Las casamatas también estaban protegidas con 254 a 203 mm de blindaje, mientras que el blindaje en cubierta variaba de 64 a 25 mm. Las torretas y la torre de mando tenían el blindaje más pesado, con 305–203–63.5 mm de frente/costados/techumbre y, de 305 a 51 mm respectivamente. Las barbetas tenían un blindaje de 254 a 203 mm. El peso total del blindaje montado era del 31.4% del diseño de desplazamiento, ligeramente más que el de las siguientes tres clases de acorazados.

## Embarcaciones
| Nombre de la nave | Número de casco | Astillero                         | Puesta de quilla        | Botado              | Asignado           | Dado de baja            | Destino                                                    |
| ----------------- | --------------- | --------------------------------- | ----------------------- | ------------------- | ------------------ | ----------------------- | ---------------------------------------------------------- |
| South Carolina    | BB-26           | William Cramp & Sons              | 18 de diciembre de 1906 | 11 de julio de 1908 | 1 de marzo de 1910 | 15 de diciembre de 1921 | Desguazados como resultado del tratado naval de Washington |
| Michigan          | BB-27           | New York Shipbuilding Corporation | 17 de diciembre de 1906 | 26 de mayo de 1908  | 4 de enero de 1910 | 11 de febrero de 1922   | Desguazados como resultado del tratado naval de Washington |

## Historial de servicio

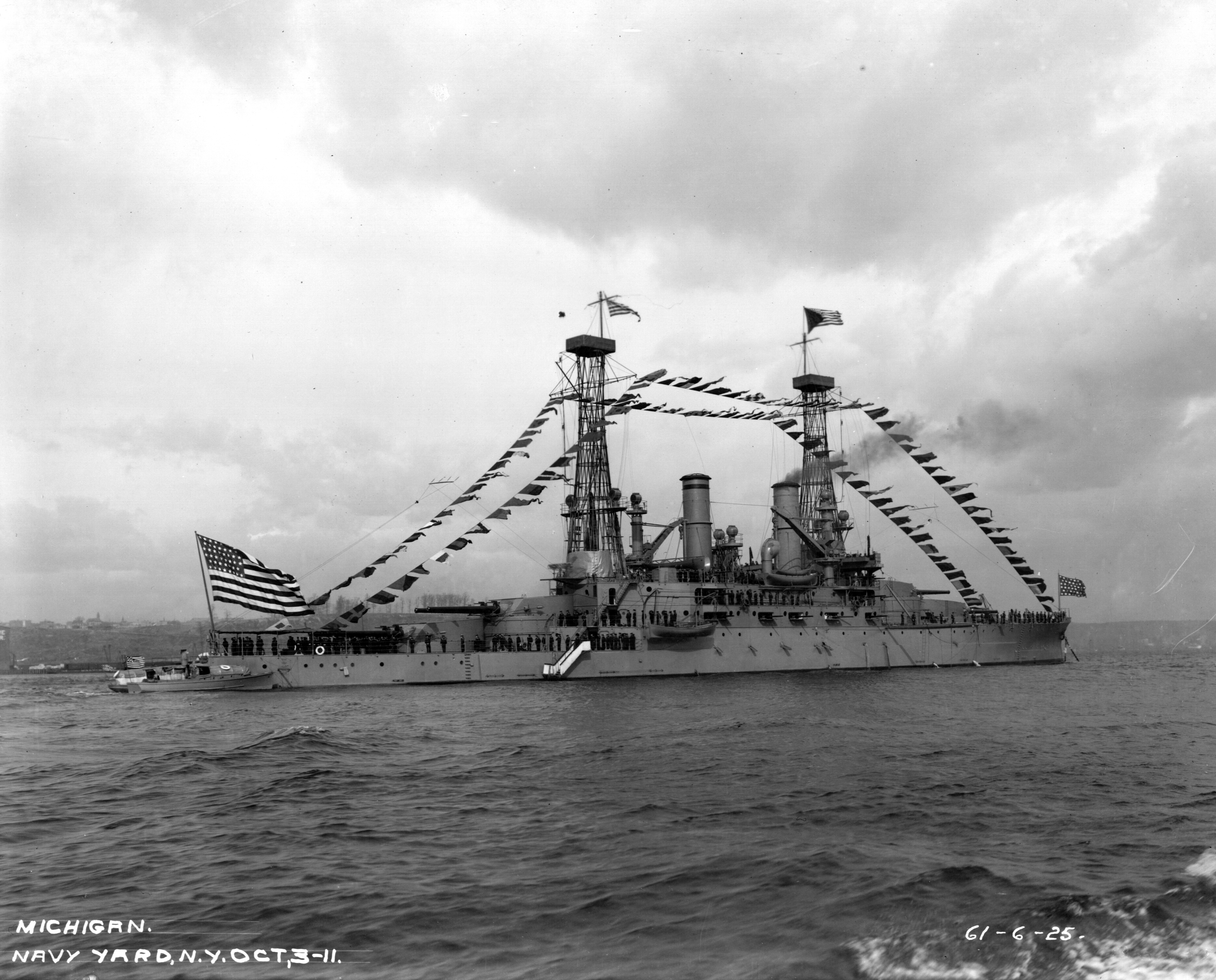
El Michigan adornado con banderas para pasar revista naval. Nueva York, 3 de octubre de 1911.

La quilla del Michigan fue colocada el 17 de diciembre de 1906, un día antes que la del South Carolina. Después del período inicial de construcción, las embarcaciones fueron botadas el 26 de mayo y el 11 de julio de 1908, respectivamente. El Michigan estaba ligeramente construido a más de la mitad cuando fue botado y, fue bautizado por Carol Newberry, hija del subsecretario de la Armada, Truman Handy Newberry. El buque de guerra fue catalogado como de mayor importancia y, el espectáculo atrajo a muchas personas prominentes, incluidos el gobernador y el vicegobernador del estado de Míchigan, el gobernador de Nueva Jersey, el alcalde de Detroit, y el secretario del Departamento del Interior, además de varios almirantes y constructores navales. Al igual que su embarcación hermana, el South Carolina estaba a un poco más de la mitad de su construcción cuando fue botado. La ceremonia de acompañamiento tuvo lugar poco después del mediodía y asistieron residentes importantes del estado de Carolina del Sur, incluyendo al gobernador Martin Frederick Ansel. Su hija, Frederica, bautizó la embarcación. Después de una etapa de acondicionamiento, las dos embarcaciones fueron puestas en pruebas de mar para asegurarse que cumplían con las especificaciones acordadas. El primer ensayo para poner al Michigan a prueba se llevó a cabo en los astilleros de pruebas tradicionales de la Armada de Rockland, en Maine, iniciando el 9 de junio de 1909. Aunque la embarcación completó sus funciones de estandarización, otras pruebas se vieron interrumpidas cuando encalló en un banco de arena. A pesar de que fue remolcado con incidentes, pronto se descubrió que ambas hélices debían ser reparadas, retrasando la finalización de las pruebas hasta los días 20 a 24 de junio. El buque fue asignado varios meses después, el 4 de enero de 1910, convirtiendo a Estados Unidos en el tercer país en tener un dreadnought en servicio, por detrás del Reino Unido y Alemania, pero delante de los clase Minas Geraes de Brasil, y su viaje para pruebas de simulación terminó hasta el 7 de junio.
Las pruebas del South Carolina se llevaron a cabo frente a los cabos de Delaware, comenzando el 24 de agosto de 1909 y, sus funciones de estandarización terminaron ligeramente más rápido que las del Michigan. Después de unas modificaciones finales en el astillero de William Cramp, el South Carolina fue puesto en servicio el 1 de marzo de 1910 y se embarcó en un viaje para pruebas de simulación seis días después.

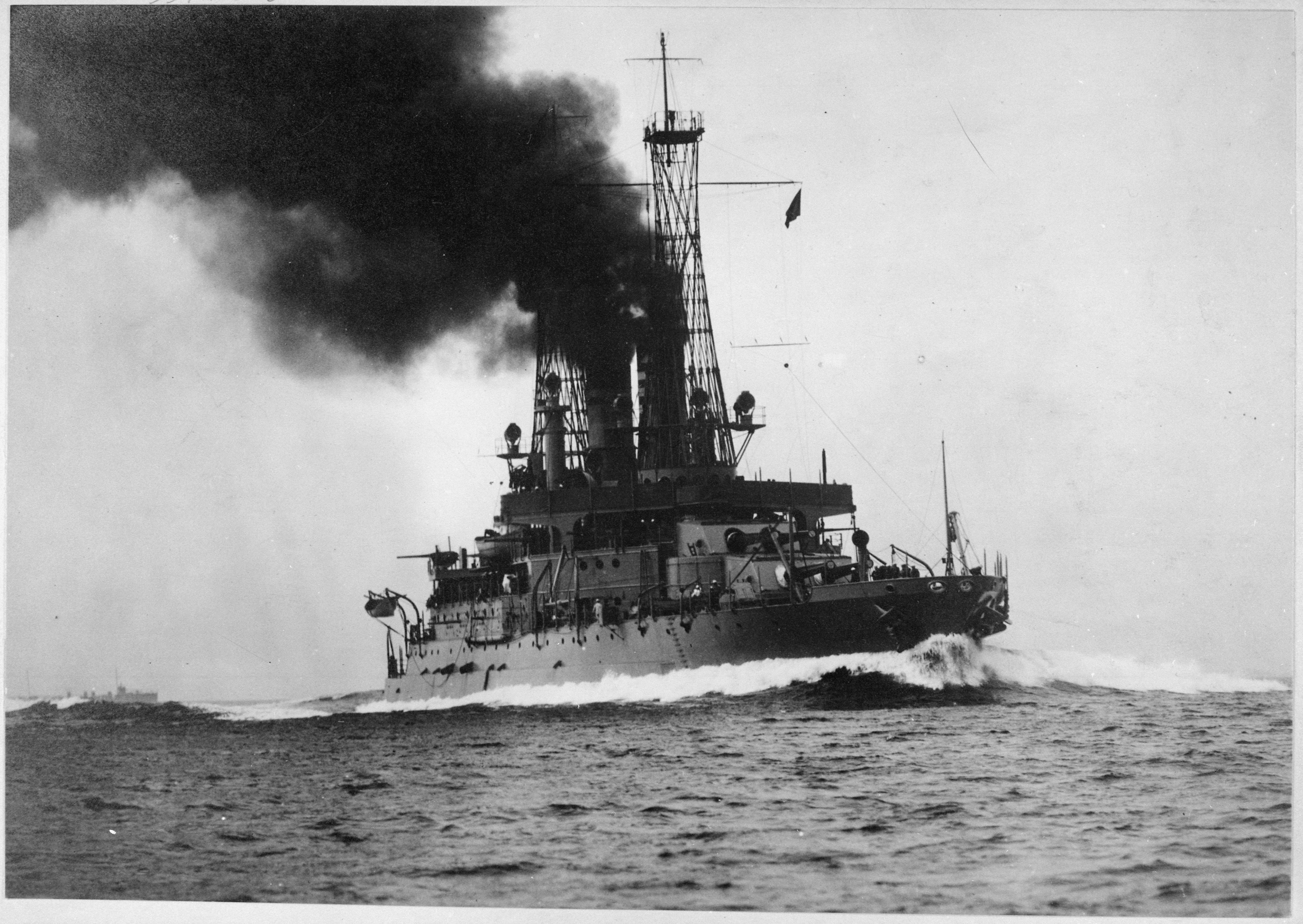
El Michigan navegando a máxima velocidad. 1918.

Después de ser puestas en servicio, ambas embarcaciones fueron asignadas a la flota del Atlántico. Operaron a lo largo de la costa este de Estados Unidos hasta noviembre. El día 2 de ese mes, como parte de la Segunda División de Acorazados, partieron del astillero de la Armada, en Boston, para un recorrido de entrenamiento a Europa, donde visitaron la isla de Pórtland en el Reino Unido, y Cherburgo, en Francia. En enero de 1911, regresaron a la base estadounidense en la bahía de Guantánamo, Cuba, antes de continuar hacia Norfolk, Virginia. Después de más maniobras, las embarcaciones se separaron, el Michigan permaneció en la costa este, mientras que el South Carolina se embarcó en otro viaje a Europa. El navío visitó Copenhague, Estocolmo, Kronstadt y Kiel, antes de regresar en julio de 1911.
El South Carolina participó en la revista naval de 1911 en Nueva York, antes de varios meses de viaje a otros puertos de la costa este y, de dar la bienvenida a un escuadrón naval alemán que incluía al crucero de batalla SMS Moltke y a dos cruceros ligeros. Después de una revisión de tres meses en Norfolk, el South Carolina se unió al Michigan para viajar a Pensacola, Nueva Orleans, Galveston y Veracruz, en México, como parte del Escuadrón de Servicios Especiales. El South Carolina visitó después Colón, en Panamá, en enero de 1913. Ambos navíos continuaron sus servicios previos de visitar puertos en la costa este, antes de que disturbios en México y el Caribe hicieran que el gobierno de Estados Unidos les ordenara retirarse. El South Carolina desembarcó marines en Haití, el 28 de enero, para proteger a una delegación estadounidense. Regresaron al navío cuando el político Oreste Zamor llegó al poder, pero los continuos disturbios obligaron después a que Estados Unidos ocupara Haití. Después, el South Carolina se unió al Michigan para la ocupación del puerto de Veracruz.
Al comienzo de la Primera Guerra Mundial, ambos acorazados se agruparon con los dos pre-dreadnoughts antiguos Vermont y Connecticut, debido a sus velocidades máximas, que eran más bajas que las de todos los acorazados estadounidenses posteriores. El South Carolina fue reacondicionado en Filadelfia entre el 14 de octubre de 1914 y el 20 de febrero de 1915 y, ambos navíos se mantuvieron en patrullajes neutrales en la costa estadounidense del Atlántico, incluso después de que Estados Unidos entrara a la guerra, el 6 de abril de 1917. En enero de 1918, el Michigan se encontraba entrenando con la flota principal cuando entró a una fuerte tormenta. Los fuertes vientos y las olas causaron que el mástil de celosía frontal colapsara, matando a seis tripulantes y dejando trece heridos. El 6 de septiembre de 1918, el South Carolina escoltó parcialmente a un convoy rápido a cruzar el Atlántico, convirtiéndose así, junto con el New Hampshire y el Kansas, en uno de los primeros acorazados estadounidenses en hacerlo. Mientras regresaba a Estados Unidos, perdió la hélice de estribor. Al continuar con la hélice de babor, una válvula en el motor falló; seguir con una válvula auxiliar provocó una gran cantidad de vibraciones, así que el navío se detuvo horas después para reparaciones temporales en la válvula principal, antes de continuar al astillero de Filadelfia para reparaciones. El Michigan tuvo el mismo problema mientras escoltaba a un convoy un mes después; perdió la hélice de babor el 8 de octubre, pero logró regresar a puerto el 11 de octubre sin mayores incidentes. Después del fin de la guerra, el 11 de noviembre de 1918, ambos navíos clase South Carolina fueron usados para repatriar soldados estadounidenses que habían luchado en la guerra.

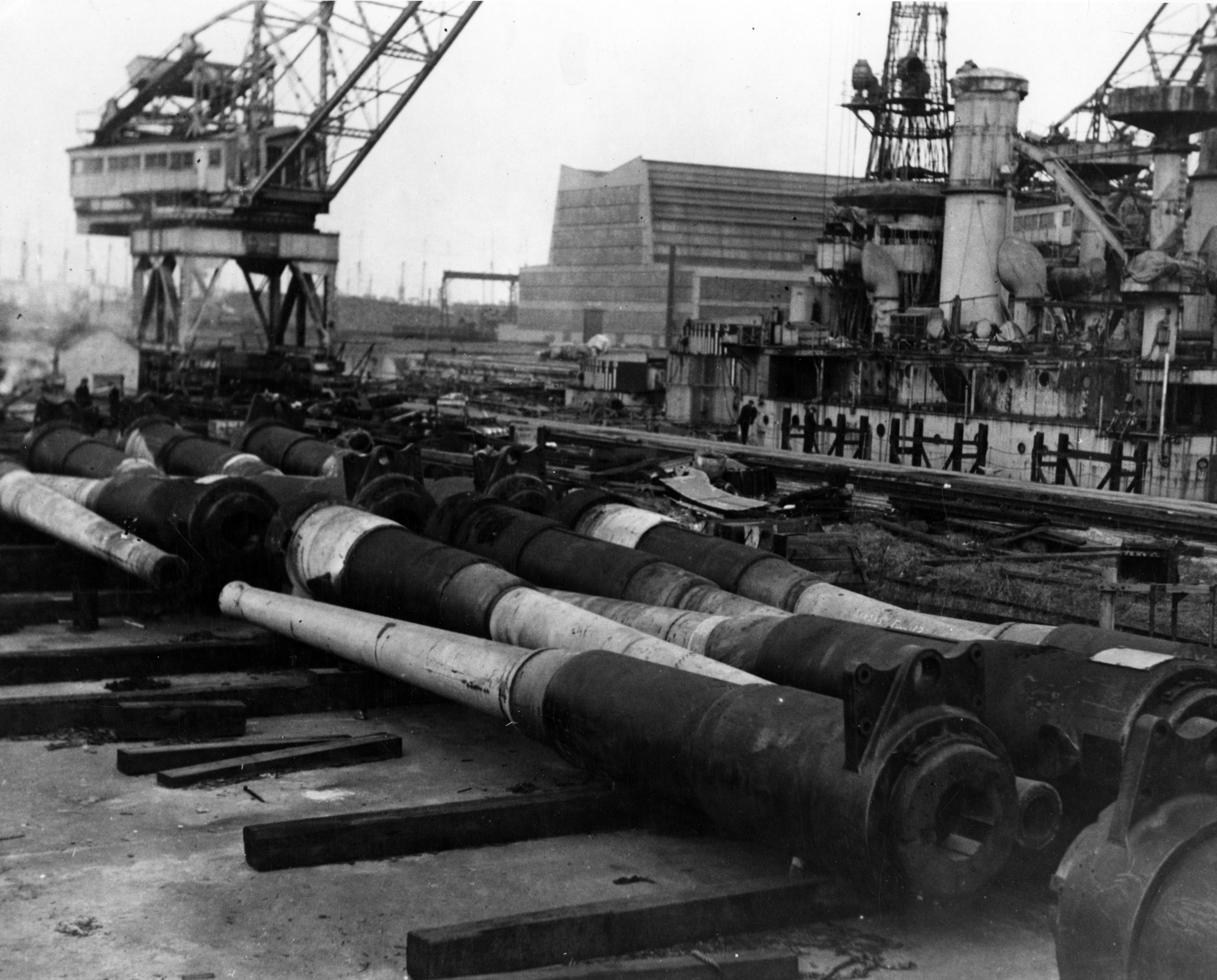
El South Carolina siendo desguazado. Los cañones de acorazados previamente desmantelados son apilados frente a la embarcación.

En los años posteriores a la guerra, los dos acorazados fueron utilizados para cruceros de entrenamiento. Los términos del tratado naval de Washington de 1922, que limitaban la construcción naval para evitar una carrera armamentista extremadamente cara, también exigían la eliminación de docenas de viejos acorazados en las armadas signatarias del tratado. El South Carolina fue dado de baja el 15 de diciembre de 1921, poco antes del final de la asamblea y, su nave hermana le siguió el 11 de febrero de 1922, unos días después de la firma del tratado. Ambas fueron eliminadas del registro de la Armada el 10 de noviembre de 1923 y desguazadas durante 1924, en el astillero de Filadelfia.